# Three 6 Mafia
Three 6 Mafia — американская рэп-группа из города Мемфис, Теннесси. Группа является одними из самых популярных рэп-исполнителей на южном побережье США. Появившись как андерграундная хорроркор-группа, они в конечном итоге стали пользоваться массовым успехом. Дебютный альбом группы 1995 года Mystic Stylez впоследствии стал культовой классикой. Обладатели Оскара 2006 года за саундтрек к фильму «Суета и движение».

## История
Three 6 Mafia была сформирована в 1991 году и изначально состояла из DJ Paul, Juicy J, Lord Infamous. Позже к группе присоединились Koopsta Knicca, Gangsta Boo и Crunchy Black. Также неофициальным участником группы являлся Project Pat. Изначально группа называлась «Triple Six Mafia». В период с 1991—1994 годов участники группы выпустили множество микстейпов, которые продавали в школе и на улицах Мемфиса.
В 1995 году группа выпустила альбом «Mystic Stylez» на своём новообразованном лейбле Prophet Entertainment. Альбом остался незамеченным, как и следующий альбом, «Chapter 1: The End». В 1996 году, перед выпуском альбома Chapter 1: The End, группа поменяла своё название на Three 6 Mafia. Позже DJ Paul и Juicy J сформировали новый лейбл Hypnotize Minds. Под новым именем в 1997 году группа выпускает третий студийный альбом «Chapter 2: World Domination», который занял 40-е место в Billboard 200 и получил золотой статус RIAA.
Группа расширилась и помогла начать карьеру таким рэперам Мемфиса как Project Pat, Lil Wyte, La Chat, T-Rock, Killa Klan Kaze, Playa Fly, Indo G, Frayser Boy и т. д. Производство DJ Paul и Juicy J привело к открытию новых проектов, таких как Tear Da Club Up Thugs, Hypnotize Camp Posse и Da Headbussaz.
В 2000 году вышел их четвёртый альбом «When The Smoke Clears…». Альбом дебютировал в Billboard 200 под шестым местом и получил платиновый статус, став первой платиновой пластинкой группы, и породил сингл «Sippin 'on Some Syrup», с участием UGK. В 2001 году из группы ушли Koopsta Knicca и Gangsta Boo по причине денежных споров.
В 2001 году группа выпустила саундтрек к фильму Choices, спродюсированному DJ Paul и Juicy J. Саундтрек был выпущен в качестве пятого студийного альбома «Choices: The Album».
В 2003 году Three 6 Mafia в лице DJ Paul, Juicy J, Lord Infamous и Crunchy Black выпустила свой шестой альбом «Da Unbreakables». Альбом с такими хитами, как «Ridin' Spinners» и «Testin' My Gangsta», имел успех и получил золотой сертификат.
В 2005 году выходит «Most Known Uknown», который занял 3-е место в Billboard 200 и был продан тиражом 1,600,000 копий в Соединенных Штатах, став их самым продаваемым альбомом. На пластинке было 3 успешных сингла: «Side 2 Side», «Poppin' My Collar» и «Stay Fly». «Stay Fly» — самая коммерчески успешная песня Three 6 Mafia, получившая двойной платиновый статус в Америке. В песне участвовали 8Ball & MJG и Young Buck. Песня также достигла 13-й строчки в музыкальном чарте Billboard Hot 100. Альбом имел очень большой успех, было продано 5,5 миллионов копий по всему миру. Также в 2006 группа получила премию «Оскар» за песню «Hard Out Here for a Pimp», которая являлась саундтреком к фильму «Суета и движение».

## События после «Оскара»
7 июня 2006 года Sony официально признан уход из группы участника Crunchy Black. Он заявил, что причиной своего ухода было желание записать сольный альбом, который DJ Paul и Juicy J отложили надолго. Также в 2006 году, после тюремного заключения, теряет контракт с Sony Lord Infamous. При этом он оставался в хороших отношениях с группой. После этого Three 6 Mafia состояла только из двух участников: DJ Paul и Juicy J.
В 2008 году выходит их девятый альбом «Last 2 Walk».
Также двое продюсеров группы имели своё реалити-шоу Adventures in Hollyhood на MTV. Шоу имело успех. DJ paul и Juicy J появились 9 мая 2008 года в телевизионном сериале Numb3rs. Группа участвовала в записи альбома Джастина Тимберлейка FutureSex/LoveSounds, исполняя песню Chop Me Up, вместе с продюсером/рэпером Timbaland.
Десятый альбом группы, озаглавленный как «Laws of Power» планировался быть выпущеным но затем был отменен по неизвестным причинам. Было выпущено 4 сингла: «Shake My» (совместно с R&B певицей Kalenna и рэпером Pitbull) был выпущен 8 сентября 2009 года, «Lil Freak (Ugh Ugh Ugh)» (совместно с рэпером Webbie) был выпущен 25 сентября 2009 года, «Feel It» (совместно с Tiesto, Flo Rida) (был номинирован на 2010 International Dance Music Awards Best Hip Hop Dance Track), «Shots After Shots» (совместно с Tech N9ne).
10 июня 2011 года Three 6 Mafia стала частью реалити-шоу канала VH1 — Famous Food, на котором DJ Paul попал в скандал с Эллиот Спитцер.
В 2011 Juicy J подтвердил присоединение к Taylor Gang, оставляя Three 6 Mafia на некоторое время.
Недавно DJ Paul заявил через Twitter, что Three 6 Mafia работает над новым альбомом воссоединения мафии под новым именем Da Mafia 6ix. DJ Paul указал в интервью, что причиной изменения названия является то что это не Three 6 Mafia, так как там нет Juicy J. Также Sony владеет правами на название Three 6 Mafia. Проект будет включать DJ Paul, Lord Infamous, Crunchy Black, Gangsta Boo, Koopsta Knicca. Koopsta Knicca сказал в интервью что альбом будет закончен в конце июля. 1 октября 2013 года выпущена обложка нового микстейпа, название будет 6IX Commandments, он будет выпущен 12 декабря 2013 года. Альбом вышел в марте 2014 года.
Также в 2014 году вышел альбом «Reindeer Games» от проекта The Killjoy Club — объединение участников Da Mafia 6IX с дуэтом ICP.
Вскоре после создания Da Mafia 6ix Lord Infamous умер во сне от остановки сердца в доме своих родителей в Мемфисе.
В октябре 2015 года Koopsta Knicca скончался от аневризмы головного мозга.
17 августа 2019 года Juicy J официально заявил, что Three 6 Mafia возвращается и объявил тур по США.
9 сентября 2019 года DJ Paul заявил, что новый альбом от Three 6 Mafia возможен.
Gangsta Boo была найдена мертвой в своем доме 1 января 2023 года в возрасте 43 лет. DJ Пол подтвердил ее смерть через Instagram. Причина смерти сразу не была названа.

## Дискография
- Mystic Stylez (1995)
- Chapter 1: The End (1996)
- Chapter 2: World Domination (1997)
- When the Smoke Clears: Sixty 6, Sixty 1 (2000)
- Choices: The Album (2001)
- Da Unbreakables (2003)
- Choices II: The Setup  (2005)
- Most Known Unknown (2005)
- Most Known Hits (2005)
- Last 2 Walk (2008)
- 6IX Commandments(2013) (Da Mafia 6ix)
- Hear Sum Evil (2014) (Da Mafia 6ix)
- Watch What U Wish (2015) (Da Mafia 6ix)

## Награды и номинации
| Год  | Работа                          | Награда                                                        | Результат |
| ---- | ------------------------------- | -------------------------------------------------------------- | --------- |
| 2006 | «It’s Hard out Here for a Pimp» | Оскар — Лучшая песня к фильму                                  | Победа    |
| 2008 | Three 6 Mafia                   | AMA Favorite Band/Duo/Group                                    | Победа    |
| 2009 | Three 6 Mafia                   | BET Award (Лучшая группа)                                      | Номинация |
| 2010 | «Feel It»                       | 2010 International Dance Music Awards Best Hip Hop Dance Track | Номинация |